# 1909
| [ Edytuj tabelę ]                                                | |
| Król Polski (tytularny)                                          | - 1894 Mikołaj II Romanow 1917 |
| Król Afganistanu                                                 | - 1901 Habibullah Chan 1919 |
| Współksiążęta Andory                                             | - 1907 Joan Baptista Benlloch i Vivó 1919 - 1906 Armand Fallières 1913 |
| Prezydent Argentyny                                              | - 1906 José Figueroa Alcorta 1910 |
| Premier Australii                                                | - 1908 Andrew Fisher 1909 - 1909 Alfred Deakin 1910 |
| Cesarz Austrii                                                   | - 1848 Franciszek Józef I 1916 |
| Król Bawarii                                                     | - 1886 Otto 1913 |
| Król Belgów                                                      | - 1865 Leopold II 1909 - 1909 Albert I 1934 |
| Premier Belgii                                                   | - 1908 Frans Schollaert 1911 |
| Król Bhutanu                                                     | - 1907 Ugyen Wangchuck 1926 |
| Prezydent Boliwii                                                | - 1904 Ismael Montes 1909 - 1909 Eliodoro Villazón 1913 |
| Prezydent Brazylii                                               | - 1906 Afonso Pena 1909 |
| Sułtan Brunei                                                    | - 1906 Muhammad Jamalul Alam II 1924 |
| Car Bułgarii                                                     | - 1887 Ferdynand I Koburg 1918 |
| Premier Bułgarii                                                 | - 1908 Aleksandyr Malinow 1911 |
| Prezydent Chile                                                  | - 1906 Pedro Montt 1910 |
| Cesarz Chin                                                      | - 1908 Puyi (Xuantong) 1912 |
| Premier Czarnogóry                                               | - 1907 Lazar Tomanović 1912 |
| Król Czech                                                       | - 1848 Franciszek Józef I 1916 |
| Król Danii                                                       | - 1906 Fryderyk VIII 1912 |
| Premier Danii                                                    | - 1908 Niels Neergaard 1909 - 1909 Ludvig Holstein- Ledreborg 1909 - 1909 Carl Theodor Zahle 1910                                                                                 |
| Dalajlama                                                        | - 1878 Thubten Gjaco 1933 |
| Prezydent Dominikany                                             | - 1906 Ramón Cáceres 1911 |
| Władca Egiptu                                                    | - 1892 Abbas II Hilmi 1914 |
| Premier Egiptu                                                   | - 1908 Butrus Ghali 1910 |
| Prezydent Ekwadoru                                               | - 1906 Eloy Alfaro 1911 |
| Cesarz Etiopii                                                   | - 1889 Menelik II 1913 |
| Premier Etiopii                                                  | - 1909 Habte Gijorgis 1927 |
| Prezydent Francji                                                | - 1906 Armand Fallières 1913 |
| Premier Francji                                                  | - 1906 Georges Clemenceau 1909 - 1909 Aristide Briand 1911 |
| Król Grecji                                                      | - 1863 Jerzy I 1913 |
| Prezydent Gwatemali                                              | - 1898 Manuel Estrada Cabrera 1920 |
| Prezydent Haiti                                                  | - 1908 François C. Antoine Simon 1911 |
| Król Hiszpanii                                                   | - 1886 Alfons XIII 1931 |
| Premier Hiszpanii                                                | - 1907 Antonio Maura 1909 - 1909 Segismundo Moret 1910 |
| Król Holandii                                                    | - 1890 Wilhelmina 1948 |
| Premier Holandii                                                 | - 1908 Theo Heemskerk 1913 |
| Prezydent Hondurasu                                              | - 1907 Miguel R. Dávila 1911 |
| Szach Iranu                                                      | - 1907 Mohammad Ali Szah 1909 - 1909 Ahmad Szah 1925 |
| Premier Iranu                                                    | - 1908 Kamran Mirza Nayeb es-Saltaneh 1909 - 1909 Mohammad Wali Chan Tonekaboni 1909 - 1909 Saad ad-Daula 1909 - 1909 Mohammad Wali Chan Tonekaboni 1909 - 1909 Hasan Wosugh 1910 |
| Władca Indii                                                     | - 1901 Edward VII 1910 |
| Król Irlandii                                                    | - 1901 Edward VII 1910 |
| Cesarz Japonii                                                   | - 1867 Mutsuhito 1912 |
| Premier Japonii                                                  | - 1908 Tarō Katsura 1911 |
| Kalif                                                            | - 1876 Abdülhamid II 1909 - 1909 Mehmed V 1918 |
| Premier Kanady                                                   | - 1896 Wilfrid Laurier 1911 |
| Emir Kataru                                                      | - 1878 Kasim ibn Muhammad Al Sani 1913 |
| Prezydent Kolumbii                                               | - 1908 Rafael Reyes 1909 - 1909 gen. Jorge Holguín 1909 - 1909 Ramón González Valencia 1910                                                                                       |
| Patriarcha Konstantynopola                                       | - 1901 Joachim III 1912 |
| Władca Korei                                                     | - 1907 Sunjong 1910 |
| Prezydent Kostaryki                                              | - 1906 Cleto González Víquez 1910 |
| Prezydent Kuby                                                   | - 1906 Charles Magoon 1909 - 1909 José Miguel Gómez 1913 |
| Prezydent Liberii                                                | - 1904 Arthur Barclay 1912 |
| Książę Liechtensteinu                                            | - 1858 Jan II Dobry 1929 |
| Wielki książę Luksemburga                                        | - 1905 Wilhelm IV 1912 |
| Premier Luksemburga                                              | - 1888 Paul Eyschen 1915 |
| Sułtan Maroka                                                    | - 1908 Abd al-Hafiz 1913 |
| Prezydent Meksyku                                                | - 1884 Porfirio Díaz 1911 |
| Książę Monako                                                    | - 1889 Albert I 1922 |
| Król Nepalu                                                      | - 1881 Prithvi 1911 |
| Premier Nepalu                                                   | - 1901 Chandra Shumsher Jang Bahadur Rana 1929 |
| Cesarz Niemiec                                                   | - 1888 Wilhelm II Hohenzollern 1918 |
| Kanclerz Niemiec                                                 | - 1900 Bernhard von Bülow 1909 - 1909 Theobald von Bethmann Hollweg 1917 |
| Prezydent Nikaragui                                              | - 1893 José Santos Zelaya 1909 - 1909 José Madriz 1910 |
| Król Norwegii                                                    | - 1905 Haakon VII 1957 |
| Premier Norwegii                                                 | - 1908 Gunnar Knudsen 1910 |
| Premier Nowej Zelandii                                           | - 1906 Joseph Ward 1912 |
| Sułtan Omanu                                                     | - 1888 Fajsal ibn Turki 1913 |
| Prezydent Panamy                                                 | - 1903 José Domingo de Obaldía 1910 |
| Papież                                                           | - 1903 Pius X 1914 |
| Prezydent Paragwaju                                              | - 1908 Emiliano González Navero 1910 |
| Prezydent Peru                                                   | - 1908 Augusto B. Leguía 1912 |
| Król Portugalii                                                  | - 1908 Manuel II 1910 |
| Premier Portugalii                                               | - 1908 Artur Alberto de Campos Henriques 1909 - 1909 Sebastião Custódio de Sousa Teles 1909 - 1909 Venceslau de Sousa Pereira de Lima 1909 - 1909 Francisco da Veiga Beirão 1910  |
| Król Prus                                                        | - 1888 Wilhelm II 1918 |
| Car Rosji                                                        | - 1894 Mikołaj II 1917 |
| Premier Rosji                                                    | - 1906 Piotr Stołypin 1911 |
| Król Rumunii                                                     | - 1881 Karol I 1914 |
| Premier Rumunii                                                  | - 1908 Ion I.C. Brătianu 1910 |
| Król Saksonii                                                    | - 1904 Fryderyk August III Wettyn 1918 |
| Prezydent Salwadoru                                              | - 1907 Fernando Figueroa 1911 |
| Kapitanowie regenci San Marino                                   | - 1908 Olinto Amati Raffaele Michetti 1909 - 1909 Luigi Tonnini Domenico Suzzi Valli 1909 - 1909 Marino Borbiconi Giacomo Marcucci 1910                                           |
| Sekretarz Stanu do spraw Politycznych i Zagranicznych San Marino | - 1908 Menetto Bonelli 1918 |
| Król Serbii                                                      | - 1903 Piotr Karadziordziewić 1918 |
| Prezydent Szwajcarii                                             | - 1909 Adolf Deucher 1909 |
| Król Szwecji                                                     | - 1907 Gustaw V 1950 |
| Premier Szwecji                                                  | - 1906 Arvid Lindman 1911 |
| Król Tajlandii                                                   | - 1868 Chulalongkorn 1910 |
| Król Tonga                                                       | - 1893 Jerzy Tupou II 1918 |
| Premier Tonga                                                    | - 1905 Sione Mateialona 1912 |
| Sułtan Turków                                                    | - 1876 Abdülhamid II 1909 - 1909 Mehmed V 1918 |
| Prezydent Urugwaju                                               | - 1907 Claudio Wílliman 1911 |
| Prezydent USA                                                    | - 1901 Theodore Roosevelt 1909 - 1909 William Taft 1913 |
| Prezydent Wenezueli                                              | - 1908 Juan Vicente Gómez 1913 |
| Król Węgier                                                      | - 1848 Franciszek Józef I 1916 |
| Premier Węgier                                                   | - 1906 Sándor Wekerle 1910 |
| Monarcha Wielkiej Brytanii                                       | - 1901 Edward VII 1910 |
| Premier Wielkiej Brytanii                                        | - 1908 Herbert Henry Asquith 1916 |
| Król Włoch                                                       | - 1900 Wiktor Emanuel III 1946 |

Rok 1909 / MCMIX
stulecia: XIX wiek ~
XX wiek ~
XXI wiek

dziesięciolecia:
1870–1879 •
1880–1889 •
1890–1899 •
1900–1909
• 1910–1919
• 1920–1929
• 1930–1939

lata: 1899 «
1904 «
1905 «
1906 «
1907 «
1908 «
1909
» 1910
» 1911
» 1912
» 1913
» 1914
» 1919

## Rok 1909 ogłoszono
- Rokiem Świętym Jakubowym

## Wydarzenia w Polsce
- 7 lutego – została zarejestrowana Śląska Partia Ludowa.
- 8 lutego – pod lawiną w Tatrach zginął kompozytor i dyrygent Mieczysław Karłowicz.
- 14 lutego – założono Towarzystwo Przyjaciół Nauk w Przemyślu.
- 9 marca – położono stępkę pod kadłub żaglowca Dar Pomorza.
- 31 marca – w Poznaniu otwarto Dom handlowy Haase & Co.
- 9 maja – odsłonięto pomnik Friedricha Schillera we Wrocławiu.
- 15 maja – utworzono Akademicki Związek Sportowy.
- 22 maja – założono klub sportowy Concordia Piotrków Trybunalski.
- 24 maja – w Poznaniu utworzono Polskie Towarzystwo Demokratyczne.
- 27 maja – w Ostrowie Wielkopolskim powstał klub piłkarski Ostrovia.
- 30 maja – założono Klub Sportowy Górnik 09 Mysłowice.
- 5 lipca – odsłonięto pomnik Tadeusza Kościuszki we Włodawie.
- 5 sierpnia – w Częstochowie otwarta została Wystawa Przemysłu i Rolnictwa. Uczestniczyło w niej 750 wystawców, a w ciągu dwóch miesięcy zwiedziło ją 350 000 ludzi.
- 15 sierpnia – otwarto w nowej lokalizacji dworzec Toruń Mokre (ob. Toruń Wschodni).
- 1 września – otwarto Most w Opaleniu na Wiśle, wraz z linią kolejową Kwidzyn – Smętowo o strategicznym znaczeniu[1]. Po ustaleniach granicznych Traktatu wersalskiego linia kolejowa została w pobliżu mostu przecięta polsko-niemiecką granicą państwową, a sam monumentalny, ponadkilometrowy most stał się bezużyteczny. Po zdemontowaniu pod koniec lat 20. został wykorzystany do budowy Mostu drogowego w Toruniu, oraz Mostu im. marszałka Józefa Piłsudskiego nad Wartą w Koninie[2][3].
- 1 października – otwarto linię kolejową Wrocław Brochów – Opole – Groszowice[1]. Powstała jako linia głównie towarowa, w większości bezkolizyjna, mająca odciążyć węzeł opolski i wrocławski od wielkiej ilości składów z węglem z Górnego Śląska i cementem z okolic Opola[4].
- 5 października – uruchomiono Port Drzewny w Toruniu.
- 12 października – zwodowano „Dar Pomorza”.
- 23 października – skradziono korony z obrazu Matki Boskiej Częstochowskiej na Jasnej Górze.
- 29 października – powstało Tatrzańskie Ochotnicze Pogotowie Ratunkowe.
- 5 grudnia – Konwent Polonia i Korporacja Arkonia podpisały kartel wieczysty.
- Decyzja o kasacji Fortu VII Zbaraż.
- Zlikwidowano Dworzec Dolnośląsko-Marchijski we Wrocławiu, zmarginalizowany przez rozbudowany kilka lat wcześniej Dworzec Główny. Na jego miejscu utworzono Dworzec Towarowy Zachód[4], a znajdujący się w pobliżu Dworzec Świebodzki został ostatnim czynnym w ruchu pasażerskim dworcem czołowym we Wrocławiu (do 1991 roku).
- W ramach kilkuletnich prac (1905–1909) związanych z regulacją Wisły w jej obecnym korycie, utworzono Bulwary wiślane w Krakowie[5].
- Powstanie klubu piłkarskiego Tarnovia Tarnów[6].
- Powstanie klubu piłkarskiego Piast Cieszyn.
- Powstanie klubu piłkarskiego Polonia Przemyśl

## Wydarzenia na świecie
- 1 stycznia:
  - brytyjski parlament zatwierdził akt prawny (Old Age Pensions Act 1908) będący podstawą dzisiejszej opieki społecznej, pozwalał na wypłatę emerytury.
  - rozpoczęły się wiercenia w Kalifornii w poszukiwaniu ropy naftowej.
- 2 stycznia – rozpoczęły się pierwsze zorganizowane oficjalnie zawody Elfstedentocht.
- 5 stycznia – Kolumbia uznała niepodległość swojej byłej prowincji Panamy.
- 8 stycznia – założono luksemburski klub piłkarski CS Grevenmacher.
- 9 stycznia – brytyjska wyprawa na biegun południowy pod dowództwem Ernesta Shackletona została zmuszona do odwrotu 180 km od celu z powodu braku żywności.
- 16 stycznia – ekspedycja polarna Ernesta Shackletona dotarła do magnetycznego bieguna południowego.
- 23 stycznia:
  - 6 osób zginęło na pokładzie brytyjskiego transatlantyku RMS „Republic” po zderzeniu we mgle z włoskim liniowcem SS „Florida” koło przylądka Nantucket (Massachusetts).
  - dokonano oblotu francuskiego samolotu Blériot XI.
  - około 8 tys. osób zginęło w trzęsieniu ziemi w zachodnim Iranie.
- 25 stycznia – w Dreźnie odbyła się prapremiera opery Elektra Richarda Straussa.
- 27 stycznia – powstała młodzieżowa przybudówka „Młodzi lewicowi” (norw. Unge Venstre) partii socjalistycznej Venstre w Norwegii.
- 28 stycznia – armia amerykańska opuściła Kubę, na której terenie przebywała od wybuchu wojny amerykańsko-hiszpańskiej. José Miguel Gómez objął urząd prezydenta.
- 9 lutego – Francja i Niemcy zawarły porozumienie w sprawie Maroka.
- 12 lutego – w USA założono organizację „Krajowe Stowarzyszenie Postępu Ludzi Kolorowych” (National Association for the Advancement of Colored People – NAACP).
- 20 lutego – na łamach dziennika Le Figaro Filippo Tommaso Marinetti opublikował Manifest futuryzmu.
- 22 lutego – amerykańska Wielka Biała Flota zakończyła rejs dookoła świata.
- 23 lutego – samolot „Srebrna Strzała” (Silver Dart) dokonał pierwszego lotu w Kanadzie, należącej do Imperium Brytyjskiego.
- 24 lutego – w Detroit powstało Hudson Motor Car Company, przedsiębiorstwo produkujące samochody, które w 1954 dokonało fuzji z Nash-Kelvinator Corporation dając początek American Motors Corporation.
- 3 marca – powstała norweska Liberalna Partia Lewicy (FV).
- 4 marca – koniec prezydentury Theodore’a Roosevelta, 26 prezydenta Stanów Zjednoczonych; urzędowanie rozpoczął William Howard Taft.
- 10 marca – w Bangkoku podpisano traktat angielsko-syjamski, w wyniku którego północną część Malezji podzielono pomiędzy Tajlandię (Syjam) i Wielką Brytanię.
- 12 marca – w Palermo został zastrzelony nowojorski policjant Joseph Petrosino, wysłany na Sycylię z misją zebrania dowodów umożliwiających wydalenie z USA członków mafii.
- 22 marca – Rosja uznała aneksję Bośni przez Austro-Węgry.
- 23 marca – były prezydent USA Theodore Roosevelt wyruszył z Nowego Jorku na safari w Afryce. Wyprawa była sponsorowana przez Smithsonian Institution i National Geographic Society.
- 30 marca – w Nowym Jorku został otwarty dla ruchu publicznego Queensboro Bridge (most nad cieśniną East River). Budowa mostu kosztowała 20 mln ówczesnych dolarów. Przy wznoszeniu konstrukcji zginęło 50 robotników.
- 31 marca:
  - Serbia uznała zwierzchnictwo Austro-Węgier nad Bośnią i Hercegowiną.
  - w stoczni Harland and Wolff w Belfaście rozpoczęto budowę największego na świecie brytyjskiego transatlantyku RMS Titanic.
- 4 kwietnia – w brazylijskim Porto Alegre założono klub piłkarski SC Internacional.
- 6 kwietnia – Robert Edwin Peary, amerykański badacz polarny, dotarł saniami do bieguna północnego.
- 10 kwietnia – Kazimierz Prószyński uzyskał we Francji patent na aeroskop, pierwszą na świecie ręczną kamerę filmową, napędzaną sprężonym powietrzem.
- 11 kwietnia – rozpoczęła się budowa współczesnego miasta Tel Awiw na terenie dzisiejszego Izraela, wcześniej znanego jako Ahuzat Bayit.
- 18 kwietnia – Joanna d’Arc została beatyfikowana przez papieża Piusa X.
- 22 kwietnia – niemiecki astronom August Kopff odkrył planetoidę (680) Genoveva.
- 27 kwietnia – sułtan Imperium Osmańskiego Abdülhamid II, podejrzany o organizację kontrrewolucyjnego przewrotu, został zdetronizowany i internowany w Salonikach. Jego miejsce zajął jego brat Mehmed V.
- 1 maja:
  - ustanowiono Order Miliona Słoni i Białego Parasola, odznaczenie cywilno-wojskowe królestwa Luang Prabang i królestwa Laosu.
  - założono austriacki klub piłkarski SK Sturm Graz.
- 7 maja – papież Pius X powołał Papieski Instytut Biblijny.
- 13 maja – wystartował pierwszy wyścig kolarski Giro d’Italia.
- 18 maja – w Bułgarii ustanowiono Order Świętych Cyryla i Metodego.
- 20 maja – Klemens Maria Hofbauer i Josep Oriol Bogunyà zostali kanonizowani przez papieża Piusa X.
- 22 maja – została ustanowiona flaga Australii.
- 24 maja – w Szwecji założono najstarszy europejski Park Narodowy Sarek.
- 1 czerwca – w Seattle otwarto wystawę „Alaska-Yukon-Pacific”.
- 2 czerwca – Alfred Deakin po raz trzeci został premierem Australii (Czwarty gabinet Alfreda Deakina).
- 9 czerwca – Alice Huyler Ramsey, 22-letnia gospodyni domowa i matka z New Jersey, jako pierwsza kobieta przejechała samochodem wzdłuż USA, z Nowego Jorku do San Francisco (około 6116 km).
- 10 czerwca – pierwsze skuteczne wykorzystanie sygnału SOS w katastrofie brytyjskiego liniowca „Slavonia”, który rozbił się na Azorach.
- 15 czerwca:
  - przedstawiciele Anglii, Australii i Południowej Afryki spotkali się w Lord’s Cricket Ground w Londynie i założyli międzynarodową organizację zarządzającą krykietem – International Cricket Council.
  - na ulice Czeskich Budziejowic wyjechały pierwsze tramwaje elektryczne.
- 22 czerwca – rozpoczęto budowę kanału Cape Cod Canal oddzielającego półwysep Cape Cod od reszty stanu Massachusetts w Nowej Anglii.
- 24 czerwca – założono chilijski klub piłkarski Everton de Viña del Mar.
- 13 lipca – odkryto złoto w miejscowości Cochrane w kanadyjskiej prowincji Ontario.
- 14 lipca – kanclerz Niemiec Bernhard von Bülow ogłosił rezygnację.
- 16 lipca – rewolucja zmusiła Mohammada Ali Szacha, perskiego władcę, do abdykacji. Szachem został jego syn Ahmad Szah Kadżar. Zdetronizowany szach udał się do Rosji, by szukać pomocy u cara Mikołaja II Romanowa w odzyskaniu tronu.
- 24 lipca – Aristide Briand po raz pierwszy został premierem Francji.
- 25 lipca – Francuz Louis Bleriot dokonał pierwszego przelotu samolotem nad kanałem La Manche.
- 26 lipca – w Wielkiej Brytanii rozpoczęto prace konstruktorskie nad działem przeciwlotniczym.
- 30 lipca – po pokazowym przelocie Orville’a Wrighta armia USA zdecydowała się na zakup samolotów braci Wright (pierwszy samolot dla armii amerykańskiej).
- 31 lipca – „Tragiczny Tydzień”: hiszpańskie władze stłumiły strajk generalny zorganizowany w Barcelonie przez anarchistów i socjalistów. Zginęło 100 osób.
- Sierpień – Międzynarodowy Mityng Lotniczy we francuskim Reims (23 konstruktorów i producentów samolotów oraz ponad 900 tys. widzów).
- 3 sierpnia – założono klub sportowy Budapest Honvéd FC.
- 8 sierpnia – w Seattle w stanie Waszyngton założono międzynarodową organizację mistyków chrześcijańskich (ang. The Rosicrucian Fellowship).
- 12 sierpnia – pierwsze wyścigi samochodów na torze wyścigowym Indianapolis Motor Speedway.
- 21 sierpnia – w San Francisco Amerykanin Ralph Rose ustanowił nowy rekord świata w pchnięciu kulą wynikiem 15,54 m.
- 26 sierpnia – na ulice Igławy wyjechały pierwsze tramwaje elektryczne.
- 11 września – niemiecki astronom Max Wolf odkrył dzięki fotografii powracającą kometę Halleya.
- Październik – parlament brytyjski uchwalił prawo ustanawiające granice minimalnych zarobków (ang. The Trade Boards Act).
- 7 października – początek działalności Wojskowego Oddziału Aeronautycznego (niem. Militär Aeronautische Abteilung) armii cesarsko-królewskiej, przemianowanego nieco później na Oddział Statków Powietrznych (niem. Luftschifferabteilung).
- 8 października – rozegrano pierwszy mecz rugby na stadionie w Twickenham w Londynie.
- 13 października – porozumienie pomiędzy Niemcami, Włochami i Szwajcarią pozwoliło korzystać z kolejowego tunelu Gotarda (niem. – Gotthardtunnel) Niemcom i Włochom (5 września 1980 oddano do użytku drogowy tunel Świętego Gotarda).
- 24 października – król Włoch Wiktor Emanuel III i car Rosji Mikołaj II Romanow podpisali układ z Racconigi.
- 26 października:
  - An Jung-geun, koreański działacz niepodległościowy, zastrzelił Itō Hirobumi, gubernatora Korei, w proteście przeciw japońskiej aneksji Korei.
  - Francuzka Marie Marvingt jako pierwsza kobieta przeleciała balonem nad La Manche.
- 11 listopada – Marynarka Wojenna Stanów Zjednoczonych rozpoczęła budowę bazy w Pearl Harbor na Hawajach.
- 12 listopada – w Wiedniu odbyła się premiera operetki Hrabia Luksemburg Ferenca Lehára.
- 13 listopada – w USA magazyn „Collier’s” oskarżył o korupcję sekretarza stanu zasobów wewnętrznych Richarda Ballingera (Richard Achilles Ballinger – Gifford Pinchot: sprawa dotyczyła decyzji w sprawie złóż węgla na Alasce).
- 16 listopada:
  - Niemcy: została założona pierwsza na świecie komercyjna linia lotnicza Deutsche Luftschiffahrts-AG (DELAG) – operator lotów pasażerskich, który do przewozu korzystał z wielkich sterowców konstrukcji Ferdinanda von Zeppelina.
  - założono holenderski klub FC Eindhoven.
- 18 listopada – dwa amerykańskie okręty wysłane do Nikaragui po straceniu 500 rewolucjonistów (w tym dwóch Amerykanów) na rozkaz dyktatora José Santosa Zelai.
- 4 grudnia:
  - w Londynie rozpoczęła się konferencja, mająca na celu sporządzenie katalogu zasad prawa międzynarodowego dotyczących działań wojennych na morzu.
  - w Anglii powstał Uniwersytet Bristolski, który wkrótce uzyskał statut królewski.
  - założono klub hokejowy Montreal Canadiens.
- 7 grudnia – belgijski przemysłowiec i wynalazca Leo Hendrik Baekeland opatentował pierwsze tworzywo sztuczne – bakelit.
- 9 grudnia – w stanie Pensylwania ukończono budowę Zapory Austin.
- 17 grudnia – w Belgii zmarł król Leopold II Koburg.
- 19 grudnia – założono niemiecki klub piłkarski Borussia Dortmund.
- 23 grudnia – Albert I Koburg został królem Belgów.
- 31 grudnia – w Nowym Jorku oddano do użytku most łączący Manhattan z Brooklynem (Manhattan Bridge).
- Karl Landsteiner, austriacki lekarz patolog i immunolog, laureat Nagrody Nobla 1930, odkrył klasyfikację ludzkiej krwi.
- Paul Ehrlich, niemiecki chemik i bakteriolog, wynalazł Salwarsan, pierwszy skuteczny lek stosowany w leczeniu kiły.
- Andrija Mohorovičić, chorwacki geofizyk, meteorolog i sejsmolog, odkrył kilkusetmetrową warstwę przejściową pomiędzy skorupą i płaszczem Ziemi (nieciągłość Mohorovičicia).

## Urodzili się
- 2 stycznia – Barry Goldwater, amerykański polityk pochodzenia żydowskiego, senator ze stanu Arizona (zm. 1998)
- 11 stycznia – Anna Tarniewicz, polska rolniczka, poseł na Sejm PRL (zm. 1987)
- 12 stycznia:
  - Tadeusz Ruebenbauer, polski genetyk, hodowca roślin (zm. 1991)
  - Józef Żydanowicz, polski uczony, profesor nauk technicznych (zm. 2000)
- 13 stycznia:
  - Marinus van der Lubbe, holenderski komunista, oskarżony i stracony za podpalenie gmachu Reichstagu w 1933 (zm. 1934)
  - Eliasz Finkelsztein, polski działacz komunistyczny żydowskiego pochodzenia (zm. 1977)
- 15 stycznia – Witold Jakóbczyk, polski historyk (zm. 1986)
- 28 stycznia – Zdzisław Bitner, polski elektrotechnik (zm. 1997)
- 29 stycznia – Jozef Šimko, słowacki taternik, działacz turystyczny i autor literatury taternickiej (zm. 1983)
- 1 lutego – George Beverly Shea, amerykański piosenkarz i kompozytor (zm. 2013)
- 2 lutego – Jerzy Młodziejowski, polski geograf, taternik, krajoznawca, skrzypek i altowiolista (zm. 1985)
- 5 lutego – Grażyna Bacewicz, kompozytorka i skrzypaczka (zm. 1969)
- 6 lutego – Stanisław Sierotwiński, polski historyk literatury (zm. 1975)
- 7 lutego – Anna Świrszczyńska, poetka, autorka dramatów i prozy (zm. 1984)
- 9 lutego – Bolesław Mołojec, polski działacz komunistyczny (zm. 1942)
- 12 lutego – Igancy Krakus, polski działacz komunistyczny i oficer, kawaler Virtuti Militari (zm. ?)
- 14 lutego – Anna Milska, polska pisarka, tłumaczka, publicystka (zm. 1987)
- 15 lutego – Miep Gies, holenderska działaczka społeczna (zm. 2010)
- 16 lutego – Józef Ryszard Diez, hiszpański augustianin rekolekta, męczennik, błogosławiony katolicki (zm. 1936)
- 21 lutego:
  - Hans Erni, szwajcarski malarz, grafik, projektant i rzeźbiarz (zm. 2015)
  - Zygfryd Kujawski, polski polityk, prezydent Gorzowa Wielkopolskiego (zm. 1967)
  - Aleksandra Snieżko-Błocka, rosyjska reżyserka filmów animowanych (zm. 1980)
- 24 lutego – Zygmunt Majerski, polski architekt (zm. 1979)
- 26 lutego – Emilia Malessa, polska żołnierz, działaczka Armii Krajowej, powstaniec warszawski (zm. 1949)
- 3 marca – Agnieszka Barłóg, polska pisarka, nauczycielka (zm. 1994)
- 5 marca – Teresa od Dzieciątka Jezus i św. Jana od Krzyża, hiszpańska karmelitanka, męczennica, błogosławiona katolicka (zm. 1936)
- 6 marca:
  - Stanisław Jerzy Lec, polski poeta, satyryk i aforysta (zm. 1966)
  - Obafemi Awolowo, nigeryjski polityk, premier (zm. 1987)
- 10 marca – Bogusław Brandt, polski artysta grafik, projektant znaczków pocztowych i ekslibrisów (zm. 1983)
- 19 marca:
  - Attilio Demaría, argentyńsko-włoski piłkarz (zm. 1990)
  - Louis Hayward, brytyjski aktor (zm. 1985)
  - Otto John, niemiecki prawnik (zm. 1997)
  - Lili Larys, polska tancerka (zm. 1986)
  - Józef Łobodowski, polski poeta (zm. 1988)
  - Józef Rozwadowski, polski duchowny katolicki, biskup łódzki (zm. 1996)
  - Elżbieta Zawacka, polska kurierka Komendy Głównej AK, pierwsza cichociemna (zm. 2009)
- 22 marca – Gabrielle Roy, kanadyjska pisarka francuskojęzyczna (zm. 1983)
- 27 marca – Antoni Świadek, polski duchowny katolicki, męczennik, błogosławiony (zm. 1945)
- 29 marca – Cornelis Jonker, holenderski żeglarz, olimpijczyk (zm. 1987)
- 6 kwietnia – Krystyn Gondek, polski błogosławiony, męczennik II wojny światowej (zm. 1942)
- 9 kwietnia – ks. Antoni Chomicki, duszpasterz Ukrainy (zm. 1993)
- 10 kwietnia – Jakub Mestre Iborra, hiszpański kapucyn, męczennik, błogosławiony katolicki (zm. 1936)
- 13 kwietnia – Stanisław Marcin Ulam, jeden z najwybitniejszych matematyków amerykańskich pochodzenia polskiego (zm. 1984)
- 14 kwietnia – Justyn Wojsznis, polski taternik i alpinista, redaktor i publicysta (zm. 1965)
- 15 kwietnia – Marian Skrzypczak, polski duchowny katolicki, męczennik, błogosławiony (zm. 1939)
- 19 kwietnia – Marian Podkowiński, polski dziennikarz, reportażysta i publicysta (zm. 2006)
- 22 kwietnia:
  - Rita Levi-Montalcini, uczona amerykańska pochodzenia włoskiego, laureatka Nagrody Nobla (zm. 2012)
  - Jan Sehn, polski prawnik, sędzia, przewodniczący Okręgowej Komisji Badania Zbrodni Hitlerowskich w Krakowie (zm. 1965)
- 29 kwietnia – Elżbieta Szemplińska-Sobolewska, polska poetka i pisarka (zm. 1991)
- 1 maja – Helena Grześkiewicz, polska artystka plastyk, ceramiczka (zm. 1977)
- 16 maja – Aldona Romanowicz, polska malarka, konserwator sztuki (zm. 2009)
- 19 maja – Nicholas Winton, brytyjski makler, organizator transportu 669 żydowskich dzieci z okupowanych Czech do Wielkiej Brytanii (zm. 2015)
- 21 maja – Zdzisław Mrożewski, polski aktor (zm. 2002)
- 25 maja – Antoni Rokita, polski zapaśnik (zm. 1963)
- 27 maja:
  - Sasza Blonder, polski malarz pochodzenia żydowskiego (zm. 1949)
  - Donald Finlay, brytyjski lekkoatleta, płotkarz, pilot wojskowy (zm. 1970)
  - Dolores Hope, amerykańska piosenkarka, filantrop (zm. 2011)
  - Juan Vicente Pérez Mora, wenezuelski superstulatek; pod koniec życia był najstarszym żyjącym mężczyzną na świecie (zm. 2024)
- 30 maja:
  - Benny Goodman, amerykański muzyk zwany „Królem Swingu” (zm. 1986)
  - Stefan Chałubiński, nauczyciel, taternik, przewodnik tatrzański, instruktor narciarstwa, ratownik TOPR (zm. 2001)
- 7 czerwca – Jessica Tandy, amerykańska aktorka (zm. 1994)
- 10 czerwca – Maria Malinowska, polska lekkoatletka (zm. 1979)
- 18 czerwca – Jerzy Jodłowski, polski prawnik, polityk, poseł na Sejm PRL, sędzia Sądu Najwyższego (zm. 2000)
- 20 czerwca – Helena Rudzińska, polska nauczycielka i publicystka (zm. 1984)
- 22 czerwca:
  - Katherine Dunham, amerykańska tancerka, choreografka (zm. 2006)
  - Giuseppe Lazzati, włoski polityk, sługa Boży (zm. 1986)
- 30 czerwca – Paul Constantinescu, rumuński kompozytor i pedagog (zm. 1963)
- 2 lipca – Rachela Hutner, polska nestorka pielęgniarstwa (zm. 2008)
- 5 lipca – Anna Maria Achenrainer, austriacka poetka i pisarka (zm. 1972)
- 8 lipca:
  - Eliasz Rajzman, polski poeta pochodzenia żydowskiego (zm. 1975)
  - Antoni Władyczański, radziecki generał major pochodzenia polskiego (zm. 1978)
- 11 lipca – Helena Szołdrska, polska archeolog, żołnierz AK (zm. 1992)
- 15 lipca:
  - William Gemmell Cochran, amerykański statystyk (zm. 1980)
  - Józef Toledo Pellicer, hiszpański duchowny katolicki, męczennik, błogosławiony (zm. 1936)
- 16 lipca:
  - Herman Lercher, polski aktor pochodzenia żydowskiego (zm. 2006)
  - Richard Shuttleworth, brytyjski kierowca wyścigowy, pilot, kolekcjoner (zm. 1940)
- 18 lipca:
  - Mohammad Daud Chan, afgański polityk, prezydent Afganistanu (zm. 1978)
  - Andriej Gromyko, radziecki polityk, wieloletni minister spraw zagranicznych ZSRR (zm. 1989)
- 22 lipca – Licia Albanese, amerykańska śpiewaczka operowa (sopran) i pianistka pochodzenia włoskiego (zm. 2014)
- 28 lipca – Aleksander Siemiradzki, łódzki krajoznawca i działacz turystyki górskiej PTTK (zm. 1976)
- 30 lipca – Cyril Northcote Parkinson, angielski historyk, ekonomista, publicysta (zm. 1993)
- 1 sierpnia:
  - Helena Bychowska, polska pisarka, tłumaczka (zm. 1959)
  - Tadeusz Kurtyka, polski pisarz publikujący pod pseudonimem Henryk Worcell (zm. 1982)
- 2 sierpnia – Stanisław Maladyn, polski działacz robotniczy, przewodniczący prezydium MRN w Częstochowie (zm. 1956)
- 7 sierpnia – Aleksandra Kujałowicz, polska nauczycielka, działaczka społeczna (zm. 1940)
- 19 sierpnia:
  - Jerzy Andrzejewski, polski pisarz, publicysta, felietonista, scenarzysta, współzałożyciel KSS „KOR” (zm. 1983)
  - Rafaił Pierielsztiejn, radziecki reżyser filmowy (zm. 1978)
  - Carl Gustaf von Rosen, szwedzki arystokrata, pilot, awanturnik (zm. 1977)
  - Vladimir Skalička, czeski językoznawca, wykładowca akademicki (zm. 1991)
- 21 sierpnia – Ludwik Pius Bartosik, polski franciszkanin, męczennik, błogosławiony katolicki (zm. 1941)
- 23 sierpnia:
  - Leila Danette, amerykańska aktorka (zm. 2012)
  - Börje Holmgren, szwedzki curler (zm. 1990)
- 26 sierpnia – Irena Kuczewska, polska szachistka (zm. 1987)
- 28 sierpnia – Stanisław Krzykała, polski działacz komunistyczny, prezydent Lublina (zm. 1976)
- 7 września:
  - Elia Kazan, amerykański pisarz, reżyser filmowy i teatralny pochodzenia greckiego (zm. 2003)
  - Fryderyk Scherfke, polski piłkarz, uczestnik IO 1936 oraz MŚ 1938 (zm. 1983)
- 10 września:
  - Witold Henryk Paryski, polski krajoznawca, taternik, przewodnik tatrzański (zm. 2000)
  - Józef Pieracki, polski aktor (zm. 1988)
- 13 września – Lech Kaczmarek, polski duchowny katolicki, biskup gdański (zm. 1984)
- 16 września – Klementyna Sołonowicz-Olbrychska, polska pisarka (zm. 1995)
- 19 września – Decima Norman, australijska lekkoatletka (zm. 1983)
- 22 września – David Riesman, amerykański socjolog (zm. 2002)
- 5 października:
  - Zbigniew Koczanowicz, polski aktor (zm. 1987)
  - Edward Osóbka-Morawski, polski polityk, przewodniczący PKWN, premier Rządu Tymczasowego (zm. 1997)
- 6 października:
  - Dobrosław Czajka, polski architekt, malarz (zm. 1992)
  - Elżbieta Wieczorkowska, polska aktorka (zm. 1980)
- 7 października – Lizzi Natzler, austriacka aktorka, piosenkarka (zm. 1993)
- 8 października – Piotr Jaroszewicz, polski polityk komunistyczny (zm. 1992)
- 9 października – Irena Świderska, polska lekkoatletka (zm. 1996)
- 10 października – Robert F. Boyle, amerykański scenograf filmowy (zm. 2010)
- 12 października:
  - Richard Bing, amerykański lekarz żydowsko-niemieckiego pochodzenia (zm. 2010)
  - Juliusz Dąbrowski, polski prawnik, instruktor harcerski, harcmistrz (zm. 1940)
- 15 października – Samuel Balter, amerykański koszykarz (zm. 1998)
- 17 października – Juliusz Wiktor Gomulicki, polski historyk literatury, edytor, eseista, varsavianista (zm. 2006)
- 20 października:
  - Antoni Kiliński, polski inżynier, cybernetyk (zm. 1989)
  - Carla Laemmle, amerykańska aktorka (zm. 2014)
- 4 listopada – Dixie Lee, amerykańska aktorka, tancerka i piosenkarka (zm. 1952)
- 6 listopada – Marjorie Clark, południowoafrykańska lekkoatletka, płotkarka (zm. 1993)
- 7 listopada – Stanisław Sroka, polski polityk, minister gospodarki komunalnej, prezydent Poznania (zm. 1967)
- 10 listopada:
  - Paweł Jasienica, polski historyk (zm. 1970)
  - Endre Nemes, szwedzki artysta wizualny (zm. 1985)
  - Władysław Weker, podporucznik Wojska Polskiego (zm. 2000)
- 15 listopada – Wiesław Stanisławski, polski taternik (zm. 1933)
- 16 listopada – Mikołaj Sasinowski, polski duchowny rzymskokatolicki, biskup diecezjalny łomżyński (zm. 1982)
- 18 listopada – Hanna Brzezińska, polska aktorka, piosenkarka, tancerka (zm. 1998)
- 19 listopada – Wanda Modlibowska, polska lotniczka sportowa i szybowniczka, żołnierz AK (zm. 2001)
- 20 listopada – Felicja Schabińska, polska lekkoatletka (zm. 1996)
- 22 listopada – Anna Januszajtis, polska działaczka emigracyjna (zm. 1970)
- 24 listopada – Jadwiga Zubrycka, polska polityk, poseł na Sejm PRL, prezydent Białegostoku (zm. 1992)
- 26 listopada – Eugène Ionesco, dramatopisarz francuski pochodzenia rumuńskiego (zm. 1994)
- 29 listopada:
  - Cvitan Galić, chorwacki pilot myśliwski (zm. 1944)
  - Barbara Orwid, polska aktorka (zm. 1998)
- 2 grudnia:
  - Walenty Kłyszejko, trener koszykarski, działacz sportowy (zm. 1987)
  - Ewa Korczyńska, oficer Armii Krajowej, odznaczona Orderem Virtuti Militari (zm. 2001)
- 3 grudnia:
  - Arne Berg, szwedzki kolarz szosowy (zm. 1997)
  - Charlotte Kretschmann, niemiecka superstulatka (zm. 2024)
- 9 grudnia – Trude Sojka, czesko-ekwadorska malarka i rzeźbiarka (zm. 2007)
- 11 grudnia – Mykoła Łebed´, ukraiński działacz nacjonalistyczny (zm. 1998)
- 12 grudnia – Kusan Suryŏn, koreański mistrz sŏn (jap. zen) (zm. 1983)
- 14 grudnia – Stefania Krupa, polska gimnastyczka (zm. 1981)
- 16 grudnia:
  - Jan Sawicki, polski taternik, jeden z czołowych polskich wspinaczy dwudziestolecia międzywojennego (zm. 1997)
  - Armand Vetulani, polski krytyk, kurator i historyk sztuki (zm. 1994)
- 22 grudnia – Agnete Olsen, duńska pływaczka (zm. 1997)
- data dzienna nieznana: 
  - László Bilek, węgierski taternik, narciarz, prawnik, sędzia i malarz (zm. ok. 1950)
  - Iwan Mitrynga, ukraiński działacz polityczny, publicysta (zm. 1943)
  - Fortunata Obrąpalska, jedna z najważniejszych postaci polskiej fotografii (zm. 2004)
  - Agnieszka Phila, tajska zakonnica, męczennica, błogosławiona katolicka (zm. 1940)
  - Me’ir Talmi, izraelski polityk (zm. 1994)

## Zmarli
- 2 stycznia – Jan Kronsztadzki, rosyjski duszpasterz prawosławny i asceta (ur. 1829)
- 12 stycznia – Hermann Minkowski, niemiecki matematyk (ur. 1864)
- 15 stycznia – Arnold Janssen, niemiecki duchowny katolicki, założyciel werbistów, święty (ur. 1837)
- 23 stycznia – Franciszek Piasecki, rzeźbiarz polski (ur. 1838)
- 25 stycznia – Manuel Domingo y Sol, hiszpański duchowny katolicki, błogosławiony (ur. 1836)
- 7 lutego:
  - Erazm Jerzmanowski, polski przemysłowiec, działacz społeczny i filantrop (ur. 1844)
  - Catulle Mendès, francuski poeta, dramaturg, powieściopisarz (ur. 1841)
- 8 lutego – Mieczysław Karłowicz, polski kompozytor, przysypany lawiną w Tatrach (ur. 1876)
- 11 lutego – Pelagia Zgliczyńska, polska nauczycielka, łączniczka w czasie powstania styczniowego, zesłana na Syberię, uczestniczka Komuny Paryskiej, żona Jarosława Dąbrowskiego, pamiętnikarka (ur. 1843)
- 17 lutego – Geronimo, właściwie Goyathlay (Ten, który ziewa), wódz Indian Chiricahua – plemienia należącego do grupy Apaczów Mescalero (ur. 1829)
- 18 lutego – Herbert Loveitt, brytyjski rugbysta, medalista olimpijski (ur. 1874)
- 25 lutego – John Boyd Thacher, amerykański polityk i pisarz, biograf Kolumba (ur. 1847)
- 26 lutego – Cyriak Maria Sancha y Hervás, prymas Hiszpanii, błogosławiony katolicki (ur. 1833)
- 27 marca – Theodor Haase, pastor ewangelicki, wydawca prasy, austriacki polityk (ur. 1834)
- 8 kwietnia – Helena Modrzejewska, polska aktorka (ur. 1840)
- 27 kwietnia – Heinrich Conried, amerykański działacz teatralny (zm. 1855)
- 12 maja – Bertha Townsend, amerykańska tenisistka (ur. 1869)
- 18 maja – Isaac Albeniz, kompozytor hiszpański (ur. 1860)
- 28 maja – Désiré-Magloire Bourneville, francuski neurolog, jako pierwszy opisał stwardnienie guzowate (ur. 1840)
- 24 czerwca – Adam Boniecki, polski historyk, heraldyk, prawnik (ur. 1842)
- 11 lipca – Simon Newcomb, kanadyjski astronom, matematyk (ur. 1835)
- 23 lipca – Zygmunt Noskowski, kompozytor, pedagog, dyrygent i krytyk muzyczny (ur. 1846)
- 8 sierpnia – Maria MacKillop, założycielka Zgromadzenia Sióstr Świętego Józefa od Najświętszego Serca, święta katolicka (ur. 1842)
- 19 sierpnia – Ludwik Gumplowicz, teoretyk państwa i prawa, profesor uniwersytetu w Grazu, współtwórca socjologii (śmiercią samobójczą, wraz z żoną) (ur. 1838)
- 25 sierpnia – Besarion Dżughaszwili, gruziński szewc, ojciec Józefa Stalina (ur. ok. 1850)
- 16 października – Jakub Bart-Ćišinski, serbołużycki poeta, pisarz i dramatopisarz (ur. 1856)
- 19 października – Cesare Lombroso, włoski psychiatra, antropolog i kryminolog (ur. 1835)
- 26 października – Hirobumi Itō (jap. 伊藤 博文), pierwszy premier Japonii (ur. 1841)
- 31 października – Edward Jan Habich, polski inżynier i matematyk; uczestnik powstania styczniowego i honorowy obywatel Peru (ur. 1835)
- 25 listopada – Cyprian Godebski, polski rzeźbiarz (ur. 1835)
- 10 grudnia – Arseniusz z Trigolo, włoski kapucyn, błogosławiony katolicki (ur. 1849)
- 15 grudnia – Francisco Tárrega, hiszpański gitarzysta i kompozytor (ur. 1852)
- 16 grudnia – Enrico Hillyer Giglioli, włoski antropolog i przyrodnik (ur. 1845)
- 26 grudnia – Frederic Sackrider Remington, amerykański malarz, rzeźbiarz i pisarz (ur. 1861)
- Dzień nieznany - Zygmunt Walenty Myrton-Michalski, polski malarz i portrecista (ur. 1861)

## Zdarzenia astronomiczne
- 18 czerwca – całkowite zaćmienie Słońca
- 23 września – Wielka opozycja Marsa: odległość 58,2 mln km

## Nagrody Nobla
- z fizyki – Guglielmo Marconi, Carl Ferdinand Braun
- z chemii – Wilhelm Ostwald
- z medycyny – Emil Kocher
- z literatury – Selma Lagerlöf
- nagroda pokojowa – Auguste Beernaert, Paul d’Estournelles de Constant

## Święta ruchome
- Tłusty czwartek: 18 lutego
- Ostatki: 23 lutego
- Popielec: 24 lutego
- Niedziela Palmowa: 4 kwietnia
- Pamiątka śmierci Jezusa Chrystusa: 4 kwietnia
- Wielki Czwartek: 8 kwietnia
- Wielki Piątek: 9 kwietnia
- Wielka Sobota: 10 kwietnia
- Wielkanoc: 11 kwietnia
- Poniedziałek Wielkanocny: 12 kwietnia
- Wniebowstąpienie Pańskie: 20 maja
- Zesłanie Ducha Świętego: 30 maja
- Boże Ciało: 10 czerwca